# David Kipping
David Mathew Kipping, né fin 1983 ou en 1984, est un astronome, professeur assistant à l'Université Columbia. Il est spécialisé dans la recherche d'exoplanètes et d'exolunes et dirige le laboratoire Cool Worlds, partie du département d'astronomie de l'Université Columbia.
Il est surtout connu pour ses travaux sur les exolunes, mais ses intérêts de recherche incluent également l'étude et la caractérisation des exoplanètes en transit, le développement de nouvelles techniques de détection et de caractérisation, les atmosphères d'exoplanètes, l'inférence bayésienne, la statistique des populations. Il est le chercheur principal du projet The Hunt for Exomoons with Kepler (HEK). Il aime aussi faire connaître la science et gère une chaîne YouTube, Cool Worlds, traitant de la recherche de son groupe et des sciences connexes.
Sa thèse de doctorat (Ph. D.), défendue en 2011 à l'University College de Londres, s'intitule The Transits of Extrasolar Planets with Moons.